# Почајевска Успенска лавра
Свето-Успенска Почајевска Лавра је православни манастир са статусом лавре у Почајеву, Тернопољска област, Украјина. Највећи православни црквени комплекс и манастир у западној Украјини и други у Украјини после Кијево-печерске лавре..

## Историја
Према предању, манастир су основали монаси Кијево-Печерске лавре, који су побегли од најезде Татара 1237—1240. Део Волиња, где се сада налази Лавра, са околином града Кременца, тада је био део Галичке кнежевине, коју је штитио Данило Романович. Монаси из Кијево-печерске лавре склонили су се од Батуових трупа у најближе пустињске шуме на западу Русије. То је била околина Кремењеца. Монаси, водећи повучени живот у пећинама Кијево-Печерске лавре, живели су у природним стеновитим пећинама Почајевске планине. Постоји још једно предање које каже да је још пре најезде Татара на овим местима манастир-скит основао светогорски грчки монах Методије Почајевски 1228. године. Чувши за његове подвиге, кијевски монаси су дошли овамо, сједињени са ученицима Методијевим [3]. Први помен у хроникама датира из 1527. године..

## Епоха Јова Почајевског
Године 1597. манастир је добио на поклон од локалног земљопоседника Ане Гоиске значајне земљишне парцеле, имања и чудесну икону Богородице. 1649. године, о трошку Фјодора и Еве Домашевских, подигнута је нова камена црква манастира.
Манастир је свој процват имао у првој половини 17. века у време игумана Јована Гвозденог, званог Јов Почајевски.
2. августа 1675. педесет хиљада турско-татарских војника под вођством кана Нуредина приближила се Почајеву. Становници суседних насеља пребегли су у манастир, који је у то време био окружен само грубом дрвеном оградом. У одбрану манастира стали су сви који су само могли да држе оружје, како из редова монаха тако и из редова лаика. Према легенди, читајући акатист испред Почајевске иконе Богородице, на небу су се изненада раздвојили облаци, а сама Богородица се појавила у блиставом сјају, окружена анђелима, а поред ње молећи се Јов Почајевски. Татари су видели небеску војску, у збуњености су почели да гађају у правцу Богородице и монаха Јова, али су се стреле вратиле назад и раниле оне који су то чинили. У стампеду, не препознајући своје људе, убијали су једни друге. Браниоци манастира су јурнули у потеру и похватали многе. Неки од заробљеника су касније примили хришћанску веру и заувек остали у манастиру.

## Гркокатолички период
У периоду од 1713. до 1831. Почајевски манастир је био гркокатолички [4]. Током 1720—1740, архитекта П. Гжицки је пројектовао и изградио двоспратне зграде за братске ћелије са трпезаријом. Током овог периода изграђени су: главни храм Лавре — Свето Успеније (1771—1791), трпезарија, монашке ћелије. Средства за реконструкцију манастира издвојио је Николај Потоцки, архитекта Јан Готфрид Хофман. Општи састав комплекса је терасаст, зграде се налазе на падинама са постепеним успоном до главног — Успенског сабора. Главна фасада је украшена са две куле, према католичкој традицији — под углом од 45° у односу на главну осовину, наглашавају све фасаде катедрале — карактеристичну особину украјинских цркава. Уопште, композиција са једном централном куполом на осмоугаонику и две бочне куле сагласна је са најбољим примерима украјинског барока — катедралама Тројичког манастира у Чернигову и Мгарског манастира код Лубена у Полтавској области .
Од 1730. године ради Почајевска штампарија која је објавила 187 књига. Лавра је богато украшена зидним сликама, скулптурама и орнаментима.

## У окриљу Руске православне цркве
Године 1831, након гушења пољског устанка 1830—1831 [7], манастир је указом цара Николаја I пренет Руској православној цркви, већина монаха василијана била је принуђена да напусти манастир. Године 1833. манастир је добио статус лавре, дајући му четврто место међу онима који су постојали у Руском царству. Чудотворна Почајевска икона Богородице постављена је у саборној цркви изнад царских врата. 1842. године, о трошку грофице Ане Орлове-Чесменске, подигнута је сребрна светиња за цркву Свете Тројице, коју је израдио [8] Ф.А. Верховцев, за мошти светог Јова Почајевског. 1861—1869 изграђен је барокни звоник висок 65 метара, а 1906—1912 архитекта Алексеј Шчусев је саградио садашњу Тројичку катедралу у староруском (новгородско-псковском) стилу. У периоду 1915—1916, окупационе аустроугарске трупе су послале 16 од 18 православних монаха у концентрациони логор (два монаха су сакрили локални становници). У игумановој кући налазила се кафана шантан, а у трпезаријској цркви био је уређен биоскоп — иконостас је служио као украс, а престоно седиште као параван. Након ослобођења Почајева од стране Руса 1916. године, богослужење је обновљено, монаси су се вратили, светиње које су однете у Житомир су враћене.

## Почајевска лавра током Другог светског рата и у послератним годинама
1939. године почиње нови период у историји манастира — „совјетски“. 1. септембра 1939. године Нацистичка Немачка је извршила инвазију на Пољску (на чијој територији се налазио манастир). Средином септембра, Совјетски Савез је, према пакту Молотов-Рибентроп са Немачком 23. августа 1939. године, без борби заузео источни део Пољске. Тако је Почајев завршио у границама Совјетског Савеза.
Према речима очевидаца — старих монаха који су живели у Лаври, 1939. године, по доласку совјетских трупа, из манастира су одузете све пољопривредне машине, сва опрема, сва стока, залихе жита, храна итд. Сиротишта и парохија школа је престала да постоји; живот на територији манастира је престао, са изузетком богослужења. Из Лавре су протерани сви искушеници и млади монаси, а остали су само старци. Број становника Почајевске лавре се смањио са 300 на 80 људи.
Након припајања Западне Украјине и Западне Белорусије Совјетском Савезу, западноукрајинска и белоруска епархија су поново уједињене са Руском православном црквом, након чега је за архиепископа постављен архиепископ волински и лучки и истовремено Свети архимандрит Почајевске лавре (од 9. марта 1941) митрополит Николај (Јарушевић). Ни Други светски рат није прекинуо ову канонску везу. Архиепископ Алексије (Хромадски), заједно са својим викарним епископима острошким Симоном (Ивановским) и лучким Поликарпом (Сикорским), које је хиротонисао митрополит Дионисије, ступио је у молитвено општење са Руском Црквом, заузевши Волинску и Житомирску катедру непосредно пред рат. Тако је и за време немачке окупације Волиније настављено молитвено општење Почајева са Руском црквом. Владика Алексије је служио у Почајеву и са осталим епископима овде вршио епископске хиротоније. Постоје докази да је владика Алексије чак успео да организује пастирске курсеве у Лаври.
Манастир није остао подаље од раскола у православној цркви у Украјини, коју су окупирали Немци. 18. августа 1941. епископи који су остали верни Московској патријаршији окупили су се у Почајевској лаври и, ослањајући се на одлуке Помесног московског сабора 1917—1918. о давању аутономије Цркви у Украјини [9], потврдили 1922. године од патријарха Тихона [10], као и Резолуцијом бр. 362 о самоуправљању црквених епархија, проглашено је стварање Украјинске аутономне православне цркве. Нови Архијерејски Сабор у Почајевској лаври је 25. новембра 1941. изабрао митрополита Алексија (Хромадског) за егзарха Украјинеref name="cerkovnie_vedomosti_1">Постановление Святейшего Патиарха, Священного Синода и Высшего Церковного Совета Православной Российской Церкви, от 7/20 ноября 1920 года № 362 // «Церковные Ведомости», № 1, 15/28 марта 1922 г. С. 2-3 Архивирано на веб-сајту  (5. март 2016)</ref>.

## Прогон манастира крајем 1950-их — 1960-их
Током Хрушчовљеве антирелигијске кампање у СССР-у дошло је до највећег прогона лавре од комунистичких власти. Циљ прогона био је потпуно и систематско искорењивање религије, а под „врућу руку“ су пре свега потпали манастири. Процес ликвидације манастира почео је 1958. године, када је знатно повећан порез, установљен 1945. године, на објекте и манастире. Сада су манастири морали да плаћају 4 хиљаде рубаља годишње за сто квадратних метара земље. Дакле, Почајевски манастир је морао да плати 400 хиљада рубаља за својих 10 хектара обрадиве земље.
Убрзо су ове земљишне парцеле, које су манастирима давале храну, биле одузете [12]. Лаври су одузете њиве и воћњаци, стакленик и пчелињак, повртњак, сушара, пумпа за воду и тако даље. Године 1961. од ње је одузета владичанска кућа која се налази на територији Лавре. Као резултат тога, генерално, одузете су све зграде које се налазе у близини манастира. У кући садашње Богословије, која се налази на успону на Свете капије, власти су поставиле „музеј атеизма” како ниједан ходочасник није могао да прође. Много вредних ствари и књига пренето је у музеј. Хотел за ходочаснике претворен је у психијатријску болницу. Лаври је било забрањено да ангажује раднике за рад у радионицама или за пољопривредне послове. Било је забрањено обављати било какве поправке и рестаурације. Било је забрањено примати младе монахе у манастир, стари нису могли да се носе са послом, штавише, нису могли да плаћају изнуђивачке порезе. Манастир је издржавао прилозима народа. Али власти су нашле начин да искорене донације из народа: указом од 16. октобра 1961. забрањена су сва „организована ходочашћа на светиња“, одузети манастирски хотели, а забрањено је и ноћење у манастирским црквама.
Међутим, овај „меки” начин затварања манастира није успео. Тада су власти почеле директан притисак на све људе повезане са лавром: монахе, искушенике, ходочаснике. Монаси су (без обзира на њихов чин и године) били изложени тешком физичком и психичком злостављању од стране полиције и КГБ-а у то време, одузимању регистрације у манастиру, измишљеним лекарским комисијама (физички и психички здрави монаси су често насилно одвођени у психијатријске болнице, утврђене су непостојеће заразне болести; физички неподобни монаси су могли бити насилно одведени у оружане снаге), премлаћивања и, коначно, судови, хапшења, слање у затворе и логоре. Немилосрдно изругивање примењивано је и на вернике Лавре, ходочаснике, браниоце манастира. Они људи који су помогли манастиру или који су могли да се одупру противзаконитим акцијама полиције и КГБ-а су строго кажњени. Верницима (чак и ходочасницима) није било дозвољено да преноће на територији манастира. Ходочасници нису смели да преноће у приватним кућама.
Монаси су писали апеле патријарху Алексију I, Савету за верска питања, посебно су много писали властима, и локалним и украјинским и унијатским. Али ове жалбе су углавном биле неуспешне. Епископ Василиј (Роџанко), аутор верских и образовних програма Би-Би-Сија, сматра да је на судбину манастира позитивно утицало учешће митрополита сурошког Антонија, који је редакцији донео 80 писама из СССР-а, на основу чега је направљен посебан радио програм о угњетавању монаха и намери да се лавра затвори.
Године 1961. у Почајевској лаври је било 140 монаха, после неколико година остало их је само 35. Манастир је опстао, у чему је улогу одиграо отпор прогону међу монасима тог времена и чињеница да се манастир налазио не у великом граду, али у једноставном граду у дубинама Украјине, и није обраћао много пажње на себе.

## Лавра крајем 20. — почетком 21. века
Лавра је 23. јула 1975. године у посебном обиму прославила 300 година од ослобођења манастира од Турака (за време Збаражког рата 1675. године). Лавра је примила многе јерархе, свештенство, ходочаснике и ходочаснике. Обављено је свеноћно бденије уз читање акатиста пред чудотворним ликом Почајевске иконе Богородице. На слављу се окупило много људи, а верници су у великом реду изашли за благослов уља. У току Свете Литургије, након читања Јеванђеља, Митрополит Лвовски и Тернопољски Николај саопштио је речи Његове Светости Патријарха Московског Пимена, у којима је заблагодарио свима на заједничкој молитви, честитајући празник братији Лавре.
1970—1980, Лавра је и даље била под притиском совјетске владе и КГБ-а. Познато је да су још у пролеће 1985. године представници највиших кијевских власти наредили да се зауставе сви аутобуси који су ишли ка Лаври како људи не би тамо могли да прослављају Васкрс.
Средином 1980-их, Почајевска лавра се приближила Тројице-Сергијевој лаври. Број почајевске братије у то време се незнатно повећао на рачун монаха Сергијевог манастира.
1988. године, приликом прославе 1000-годишњице Крштења Руса, у Лаври се окупило више хиљада ходочасника, а Свету Литургију је служио читав низ архијереја, на челу са митрополитом варшавским и целе Пољске Василијем. Поред ових прослава, Лавра је добила дозволу за регистрацију младих искушеника и монаха, што је влада деценијама одбијала. Број монашке братије поново је почео да расте. Већ тих година Почајевска лавра је постала једна од главних светиња православног света.
Лавра је 5. августа 1990. године прославила 750 година од оснивања. На данашњи дан посетио ју је новоизабрани Патријарх московски Алексије II, који је предводио празничне свечаности. Ово је била прва посета московског патријарха Почајевској лаври. У то време, по благослову гувернера Лавре, архимандрита Онуфрија (Березовског) (1988—1990), почеле су да се појављују прве штампане публикације, које су говориле о животу манастира, отворен је Свети духовни скит, а затим недељну школу, монаси су били позвани да предају Закон Божији у тамошњој средњој школи, а дечји хор за богослужења у Лаври.

## Споменик Апостолу Андреју Првозваном
Гувернер Почајевске лавре епископ Јаков (Панчук) је 1992. године подржао митрополита Филарета (Денисенка) у његовој изолацији од Руске православне цркве, која је касније прерасла у раскол у Украјинској православној цркви. Епископ Јаков је међу монасима пропагирао идеју о стварању независне Украјинске православне цркве, али су браћа Лавре имала негативан став према томе. Постепено, сукоб је достигао врхунац на празник Вазнесења Господњег 1992. године, када је Јаков добровољно почео да слави помен цариградског патријарха и епископа Украјинске православне цркве Московске патријаршије Филарета и председника Украјине Леонида Кравчука, разрешених са дужности. постављен као митрополит кијевски и целе Украјине и рашчињен од харковске архијерејске цркве Украјинске православне цркве Московске патријаршије. После литургије, за време ручка у трпезарији, братија је захтевала да Јаков објасни ове новотарије, на шта намесник није дао одговор. Ноћу је братија огласила узбуну, ушла у игуманске одаје и заједно са групом ходочасника и без насиља замолила да напусти манастир, а уз свечано појање братије „Достојно јести“ Владика Јаков је морао да напусти манастир.
Нови управник Лавре био је јеромонах Теодор (Гајун), који је исте 1992. године на празник Почајевске иконе Богородице уздигнут у чин епископа. За време његовог намесништва Лаври је враћен део некадашњих поседа, башта и неке манастирске зграде. Некадашњи музеј атеизма претворен је у Богословску школу, касније у Почајевску богословију. Некадашња психијатријска болница почела је да се преуређује у хотел за ходочаснике. Владика Теодор је 1997. године премештен у Каменечко-подољску епископију, а браћа су изабрала архимандрита Владимира (Мороза) за свог намесника. Одмах по његовом избору, дошло је до битне промене статуса манастира: постао је ставропигијски, односно потчињен управи само митрополиту кијевском Владимиру (Сабодану). Доласком новог намесника у Лавру почела је нова, најинтензивнија етапа поправних и грађевинских радова: рестаурација Успенског сабора, рестаурација звоника, поплочавање дворишта испред Тројице. .. бетонирање путева и др. За 2000-годишњицу Рођења Христовог подигнута је и освећена нова капела у подворју Лавре.

## Савремени живот манастира
Од 1997. године Лавра има статус ставропигије, односно канонски директно потчињена јурисдикцији Митрополита кијевског и целе Украјине, Украјинске православне цркве (Московске патријаршије). Раније су игумани манастира били владајући епископи Волин и Лвов, а после 1988. године Тернопољски и Кременецки.
Викар лавре, изабран од братије, од 26. јула 1996. године — архимандрит (од 3. децембра 2000. епископ (сада митрополит) почајевски, викар Кијевске митрополије) Владимир (Мороз).
Од 2018. године у Лаври живи 200 монаха и 50 искушеника.